# Китайские окуни
Китайские окуни, или аухи (лат. Siniperca) — род пресноводных лучепёрых рыб из семейства Sinipercidae. Они обитают в пресных водоёмах Восточной Азии и севера Вьетнама, но ареал большинства видов полностью или в значительной степени ограничивается Китаем.

## Виды
В род включают следующие виды:
- Китайский окунь (Siniperca chuatsi) (Basilewsky, 1855)typus
- Siniperca fortis (S. Y. Lin, 1932)
- Siniperca kneri Garman, 1912
- Siniperca liuzhouensis C. W. Zhou, X. Y. Kong & S. R. Zhu, 1987
- Siniperca obscura Nichols, 1930
- Siniperca roulei H. W. Wu, 1930
- Siniperca scherzeri Steindachner, 1892
- Siniperca undulata P. W. Fang & L. T. Chong, 1932
- Siniperca vietnamensis Đ. Y. Mai, 1978